# 厄滕
厄滕是德国图林根州的一个市镇。总面积3.61平方公里，总人口141人，其中男性73人，女性68人（2011年12月31日），人口密度39人/平方公里。